# Openbox

Openbox egy ablakkezelő

Az Openbox egy szabad ablakkezelő az X Window Systemhez, GNU GPL licenc alatt kiadva. Eredetileg a Blackbox 0.65.0-s verziójából származott, de teljesen újra lett írva C-ben, és a 3.0 verzió óta nincs benne Blackbox kód.

## Az Openbox használata
Openbox-on használható a jobb-gombos menü (átállítható), és a felhasználók átállíthatják az ablakkezelés módját. Mikor egy ablakot minimalizálsz, láthatatlanná válik. Újra felhozni az ablakokat legtöbbször az Alt+Tab billentyű kombinációval lehet, vagy a jobb gombos menüből elérhető Desktop menüpont alól. Kiterjeszthető az Openbox kis alkalmazásokkal, így hozzáadhatsz ikonokat, paneleket, futtatható állományokat, díszítéseket, és még sok egyebet.

## Testreszabás
Összesen két konfigurációs fájl található a ~/.config/openbox könyvtárban, a menu.xml, és az rc.xml. Ha nem akarod kézzel szerkeszteni, a legtöbb beállítást megtalálhatod a könnyen használható ObConf programban. Minden egér és billentyűzet művelet átállítható. Például ha azt szeretnéd, hogy az adott ablak menjen át a 3. munkaasztalra, mikor a középső egérgombbal kattintasz a bezárás gombra, egyszerűen megteheted. Az egeret görgetve az ikonon átviheted az előző, vagy a következő munkaasztalra.

## Egyedülálló szolgáltatások
Az Openbox menürendszerének külön módszere van a dinamikus menük használatára. Scriptekkel beállítható a menü működése. Minden alkalommal, mikor belépsz egy almenübe, a script újra lefut, és a menü újragenerálódik. Ezzel a képességgel a felhasználók és a fejlesztők egy rugalmasabb menüt kapnak a más ablakkezelők által használt statikus menüknél.
Például két fejlesztő írt egy Python scriptet, ami egy almenüben képes kilistázni a felhasználó új Gmail leveleit.

## Külső hivatkozások
- Hivatalos weboldal
- A Debian wiki Openbox cikke
- Az Ubuntu wiki Openbox cikke
- A Gentoo wiki Openbox cikke
- Az Arch linux wiki Openbox cikke